# Egghead
Egghead (dt.: „Eierkopf“) ist ein Gesellschaftsspiel von Spieleautor Robert Abbott, das vom Spielprinzip einem Kartenspiel nahekommt. Es basiert auf dem klassischen Ratespiel Wer bin ich? und wurde 1963 in den USA unter dem Namen What’s That on My Head? von Games Research auf den Markt gebracht und 1974 in Deutschland von ASS in verschiedenen Versionen unter dem Namen Egghead veröffentlicht.
Ein Spiel für 3 bis 6 Personen ab 12 Jahren dauert etwa 45 Minuten.

## Thema und Ausstattung
Die Spieler tragen jeweils in einem Stirnband eine Anzahl von Buchstabenkarten auf dem Kopf. So sehen die Spieler nicht die eigenen Karten, sondern nur die Buchstaben ihrer Mitspieler. Mit Hilfe von Fragekarten muss man nun herausfinden, welche Buchstaben sich auf dem eigenen Kopf befinden. Gefordert ist die Fähigkeit logisch zu denken.

## Variationen
Eine spätere Version des Spiels erschien bei ASS, bei der anstatt des Stirnbandes die zu ratenden Buchstabenkombinationen verdeckt vor den Spielern auf kleinen Kartenständern aufgebaut werden.
Ebenfalls unter dem Namen What’s That on My Head? gibt es eine Ausgabe, bei denen Zahlen erraten werden sollen.
Nahezu nach dem gleichen Prinzip funktioniert das 1986 von Alex Randolph entwickelte Spiel Code 777, das es in die Auswahlliste zum Spiel des Jahres schaffte. Hier gilt es Zahlenkombinationen herauszufinden, die sich auf dem eigenen Kartenständer befinden.